# Répcelak
Répcelak város Vas vármegye Sárvári járásában. 1382 hektáros kiterjedésével a megye legkisebb közigazgatási területű városa.

## Fekvése
A Kisalföld déli részén fekszik, a Rábával itt párhuzamosan futó Répce jobbparti oldalán.
A szomszédos települések: észak felől Csánig, kelet felől Rábakecöl, dél felől Nick, délnyugat felől Vámoscsalád, északnyugat felől pedig Répceszemere. Közigazgatási határa a fentieken túlmenően, észak felől egy rövid szakaszon érintkezik Dénesfa területével is.

### Megközelítése

#### Közút
A város központján keresztülhalad a Rédics–Zalalövő–Szombathely–Csorna–Mosonmagyaróvár útvonalon húzódó 86-os főút, lakott területétől pár száz méterre délre pedig elhalad az M86-os autóút – melynek itt csomópontja is van –, az ország távolabbi részei felől ezért ezek a legfontosabb közúti elérési útvonalai.
A környező kisebb települések közül déli szomszédaival, és azokon keresztül Rábapaty községgel a 8447-es út, Dénesfa déli határszélével pedig a 8615-ös út köti össze; Csánigra az utóbbiból kiágazó 86 124-es számú mellékút vezet. Állami közútnak számít még a város területén, a keleti határszélen a 86-os főút egy régi – nyomvonal-korrekció miatt felhagyott – szakasza, 86 803-as útszámozással, valamint a 8614-es út, amely egy rövid szakaszon érinti az északi határszélét.
Autóbusz-közlekedése jó, több dél- és nyugat-dunántúli várossal és a környező településekkel kötik össze rendszeres járatok

#### Vasút
A települést a hazai vasútvonalak közül a Hegyeshalom–Porpác-vasútvonal érinti, melynek egy megállási pontja van itt. Répcelak vasútállomásra elsősorban Csornáról és Szombathelyről, ritkábban Hegyeshalomról érkeznek személyvonatok, de megállnak a Budapestről Győrön át Szombathelyre közlekedő IC-vonatok is. Az állomás a város belterületének nyugati szélén helyezkedik el, közúti elérését a 86-os főútból kiágazó 86 317-es számú mellékút biztosítja.

## Története
Területéről bronzkori és késő vaskori települések nyomai is előkerültek. Újabb kutatások szerint a 11. században egy kisebb erődítmény is létesült a mai település határában.
Első okirati említése Lak néven, 1390-ből ismert, akkor jellemzően kisnemesi település lehetett. A jobbágyok nagy része a sárvári vár számára adózott. 1707-ben gróf Stahremberg osztrák hadvezér itt fogadta a kőszegiek küldöttségét, de továbbra is, egészen a 19. századig nem túl jelentős mezőgazdasági faluként működött.
A település fellendülése az 1870-es években kezdődött. A falu akkori birtokosa, Radó Kálmán, Vas vármegye egykori főispánja több komolyabb beruházást is tető alá hozott Répcelakon: templom, posta, távírda épült az akkor már körjegyzőségi székhellyé előlépett településen. Szintén a nagybirtokos érdeme, hogy két vasút is érintette a települést: a Hegyeshalom–Szombathely-vasútvonal és az azóta megszűnt Fertővidéki Helyiérdekű Vasút Fertőszentmiklós–Celldömölk közti szakasza; a két vonal itt keresztezte egymást.
A 20. század közepéig szinte pusztán agrárfaluban 1905-ben jött létre az első ipari létesítmény, egy tejüzem és sajtgyár. Ennél komolyabb iparosodás csak a második világháborút követően indult meg, miután 1945-ben szén-dioxid-kutat fúrtak a település határában, amelyre a Répcelaki Szénsavgyár települt. Az 1950-es évektől folyamatosan vált a környék meghatározó településévé, lakosságszáma növekedésnek indult, egyre több és több közintézmény alapítására és infrastrukturális beruházásra került sor.
1971. július 1-jén lett nagyközség, 2001-ben pedig városi rangot kapott.

## Közélete

### Polgármesterei
- 1990–1994: Bokányi Kálmánné (független)[4]
- 1994–1998: Dr. Németh Kálmán (független)[5]
- 1998–2002: Dr. Németh Kálmán (független)[6]
- 2002–2006: Dr. Németh Kálmán (független)[7]
- 2006–2010: Dr. Németh Kálmán (független)[8]
- 2010–2014: Dr. Németh Kálmán (független)[9]
- 2014–2019: Szabó József (MSZP)[10]
- 2019–2024: Szabó József (MSZP)[11]
- 2024– : Szabó József (MSZP)[1]

## Gazdaság
Répcelakon kisalföldi településként jelentős, gépesített mezőgazdasági termelés folyik. Ám mindamellett kiemelkedő az ipar is a városban. Szénsavpatrongyár, sajtgyár és gázipari létesítmény működik a településen. A szolgáltatási és kereskedelmi szektor is fejlett a városban.
Az 1980-as években a répcelaki sajtgyárban készítették a Sportrobi nevű táplálékkiegészítőt.

## Népesség
A település népességének változása:
| Lakosok száma | 2659 | 2656 | 2625 | 2581 | 2482 | 2441 | 2398 |
|               | 2013 | 2014 | 2015 | 2021 | 2022 | 2023 | 2024 |

A 2011-es népszámlálás során a lakosok 86,1%-a magyarnak, 0,7% németnek mondta magát (13,7% nem nyilatkozott; a kettős identitások miatt a végösszeg nagyobb lehet 100%-nál). A vallási megoszlás a következő volt: római katolikus 41,6%, református 1,1%, evangélikus 26,3%, felekezet nélküli 2,9% (27,7% nem nyilatkozott).
2022-ben a lakosság 94,8%-a vallotta magát magyarnak, 1% németnek, 0,2% ukránnak, 0,2% szlováknak, 0,2% cigánynak, 0,1% románnak, 0,1% horvátnak, 0,1% lengyelnek, 0,1% bolgárnak, 1,7% egyéb, nem hazai nemzetiségűnek (5,1% nem nyilatkozott; a kettős identitások miatt a végösszeg nagyobb lehet 100%-nál). Vallásuk szerint 38,3% volt római katolikus, 25,3% evangélikus, 1,5% református, 0,1% görög katolikus, 0,4% egyéb keresztény, 1,2% egyéb katolikus, 6,2% felekezeten kívüli (27% nem válaszolt).

## Nevezetességei
- Radó-kastély
- Szent István király templom
- Evangélikus templom
- Luther Márton mellszobor és a 95 tétel emlékmű

## Híres emberek
- Itt született 1930. január 24-én Bárány János az 1956-os forradalom és szabadságharc mártírja, a Tompa utcai felkelők parancsnoka.
- Itt született Garas Kálmán fotóművész
- Itt töltötte gyermekkorát Boros Ferenc amatőrfilmes (1983–), többszörös díjnyertes alkotó
- Németh Gábor volt NB1-es labdarúgó.
- Pethő András sportkönyvíró

## Testvértelepülése
- Lég, Szlovákia